# Campionati europei di pattinaggio di figura 2025 - Danza sul ghiaccio
La gara della danza sul ghiaccio ai campionati europei di pattinaggio di figura 2025 si è svolta dal 31 gennaio al 1º febbraio 2025 alla Tondiraba Ice Hall di Tallinn in Estonia.

## Risultati
| Rank | Coppia                                       | Nazione     | Totale   | RD       | RD       | FD                              | FD                              |
| ---- | -------------------------------------------- | ----------- | -------- | -------- | -------- | ------------------------------- | ------------------------------- |
| 1    | Charlène Guignard Marco Fabbri               | Italia      | 212.12   | 1        | 84.23    | 1                               | 127.89                          |
| 2    | Evgeniia Lopareva Geoffrey Brissaud          | Francia     | 206.76   | 2        | 82.75    | 4                               | 124.01                          |
| 3    | Lilah Fear Lewis Gibson                      | Regno Unito | 206.02   | 3        | 81.57    | 2                               | 124.45                          |
| 4    | Juulia Turkkila Matthias Versluis            | Finlandia   | 205.69   | 4        | 81.26    | 3                               | 124.43                          |
| 5    | Olivia Smart Tim Dieck                       | Spagna      | 198.98   | 7        | 76.13    | 5                               | 122.85                          |
| 6    | Allison Reed Saulius Ambrulevičius           | Lituania    | 196.66   | 5        | 78.67    | 7                               | 117.99                          |
| 7    | Yuka Orihara Juho Pirinen                    | Finlandia   | 193.94   | 8        | 75.70    | 6                               | 118.24                          |
| 8    | Diana Davis Gleb Smolkin                     | Georgia     | 190.15   | 10       | 73.82    | 8                               | 116.33                          |
| 9    | Loïcia Demougeot Théo le Mercier             | Francia     | 190.01   | 6        | 76.14    | 10                              | 113.87                          |
| 10   | Natálie Taschlerová Filip Taschler           | Rep. Ceca   | 188.49   | 11       | 73.44    | 9                               | 115.05                          |
| 11   | Jennifer Janse van Rensburg Benjamin Steffan | Germania    | 186.87   | 9        | 75.45    | 11                              | 111.42                          |
| 12   | Kateřina Mrázková Daniel Mrázek              | Rep. Ceca   | 181.67   | 12       | 70.26    | 12                              | 111.41                          |
| 13   | Phebe Bekker James Hernandez                 | Regno Unito | 176.02   | 13       | 68.13    | 13                              | 107.89                          |
| 14   | Mariia Ignateva Danijil Szemko               | Ungheria    | 172.80   | 14       | 67.10    | 14                              | 105.70                          |
| 15   | Victoria Manni Carlo Röthlisberger           | Italia      | 169.14   | 16       | 65.46    | 15                              | 103.68                          |
| 16   | Natacha Lagouge Arnaud Caffa                 | Francia     | 167.09   | 15       | 65.60    | 16                              | 101.49                          |
| 17   | Milla Ruud Reitan Nikolaj Majorov            | Svezia      | 162.24   | 17       | 62.19    | 18                              | 100.05                          |
| 18   | Carolane Soucisse Shane Firus                | Irlanda     | 161.76   | 19       | 61.56    | 17                              | 100.20                          |
| 19   | Paulina Ramanauskaitė Deividas Kizala        | Lituania    | 157.06   | 18       | 61.56    | 19                              | 95.50                           |
| 20   | Mariia Pinchuk Mykyta Pogorielov             | Ucraina     | 155.98   | 20       | 60.69    | 20                              | 95.29                           |
| 21   | Angelina Kudryavtseva Ilia Karankevich       | Cipro       | 59.38    | 21       | 59.38    | Non qualificati alla free dance | Non qualificati alla free dance |
| 22   | Mária Sofia Pucherová Nikita Lysak           | Slovacchia  | 56.24    | 22       | 56.24    | Non qualificati alla free dance | Non qualificati alla free dance |
| 23   | Gina Zehnder Beda Leon Sieber                | Svizzera    | 53.44    | 23       | 53.44    | Non qualificati alla free dance | Non qualificati alla free dance |
| 24   | Sofiia Dovhal Wiktor Kulesza                 | Polonia     | 52.52    | 24       | 52.52    | Non qualificati alla free dance | Non qualificati alla free dance |
| 25   | Samantha Ritter Daniel Brykalov              | Azerbaigian | 51.56    | 25       | 51.56    | Non qualificati alla free dance | Non qualificati alla free dance |
| 26   | Emilia Monika Ziobrowska Shiloh Douglas Judd | Romania     | 49.37    | 26       | 49.37    | Non qualificati alla free dance | Non qualificati alla free dance |
| 27   | Katarina DelCamp Berk Akalın                 | Turchia     | 48.92    | 27       | 48.92    | Non qualificati alla free dance | Non qualificati alla free dance |
| 28   | Hanna Jakucs Alessio Galli                   | Paesi Bassi | 48.76    | 28       | 48.76    | Non qualificati alla free dance | Non qualificati alla free dance |
| 29   | Kristina Dobroserdova Alessandro Pellegrini  | Armenia     | 48.30    | 29       | 48.30    | Non qualificati alla free dance | Non qualificati alla free dance |
| -    | Elizabeth Tkachenko Alexei Kiliakov          | Israele     | Ritirati | Ritirati | Ritirati | Ritirati                        | Ritirati                        |